# Balisong

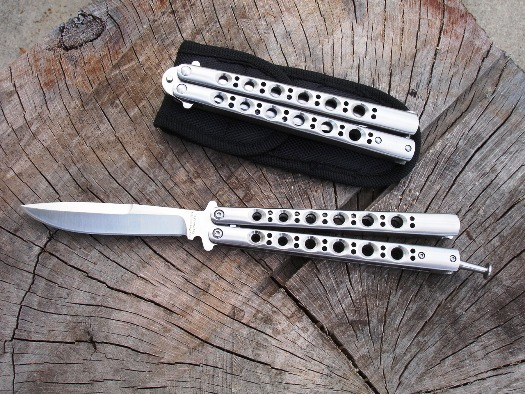
Balisong zavřený a otevřený

Balisong (také motýlkový nůž, někdy jen motýlek) je zavírací nůž, který má rukojeť podélně rozdělenou na dvě části. Většinou každá část rukojeti zakryje pouze půlku čepele. Jde o nůž, který je ve většině západních zemí zakázaný. V ČR je jeho vlastnění a nošení legální.

## Konstrukce

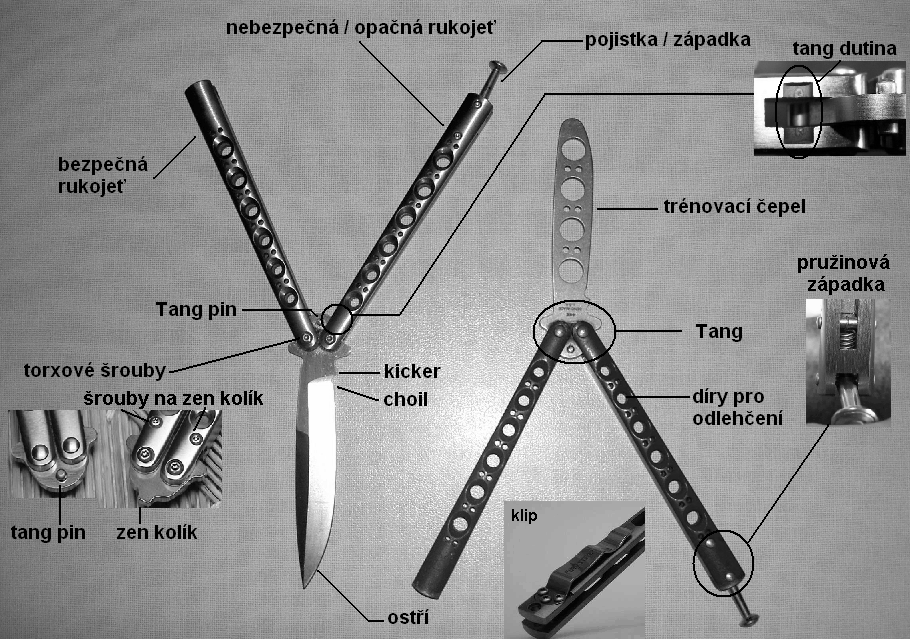
popis částí balisongu

Balisong se mj. skládá z dvou částí rukojeti (střenky) a čepele, které jsou spojeny přes pivoty (u kvalitních modelů), nebo pouze nýtky (u nekvalitních modelů, ozn. jako CCC). Tření částí zajišťují podložky, nebo malé ložiskové kuličky. Varianta s ložisky je většinou označována jako IKBS. Střenku či rukojeť (angl. handles) tvoří safe handle (bezpečná rukojeť – zakrývá neostrou část čepele) a bite handle (kousavá rukojeť – zakrývá část s ostřím).
Podle druhu rukojetí se rozlišuje balisong s U-kanálovou a sendvičovou konstrukci. Střenky mohou být doplněny ještě dalším materiálem, tyto doplňky se nazývají příložky. Sendvičová konstrukce rukojeti je vrstvená, tzn. plátek rukojeti je s čepelí spojen pivotem na jedné straně a na opačném konci pomocí spaceru[ujasnit] s druhým plátkem.
Spacer musí být tak široký, aby se čepel při zavírání nedotýkala rukojeti. Střenky U-kanálové konstrukce jsou každá z jednoho materiálu, který má ve středu vyfrézovaný žlábek pro čepel, rukojeť je proto pevnější než sendvičová konstrukce. U-kanálové řešení nepotřebuje spacery.
Tang pin (málokdy nazýván stop pin) je kovová tyčka, nalisovaná na spodní část čepele. Zabraňuje tomu, aby se obě rukojeti po otevření nože setkaly. Na rukojetích mohou být tang dutiny, do kterých tang piny přesně zapadají. Hlavně u sendvičových motýlků jsou použity dva tang piny, druhý zajišťuje, aby se v zavřeném stavu čepel schovala do rukojetí a nevybočovala ven. Tang pin také zajišťuje propružení střenek. Díky tomu můžeme odjistit západku pouhým stlačením rukojetí k sobě a nůž bude připraven k použití. Jiné řešení ochrany čepele je zen kolík. Zen kolík je výstupek na čepeli, který plní stejnou funkci jako tang piny. Zaráží se o šrouby, kterým říkáme zen piny. Zastavuje se o ně čepel při otvírání a při zavírání. Čepel musí být upravena tak, aby ji při zavření nože mohly šrouby (zen piny) zastavit přesně v rukojeti. Tato metoda ochrany čepele se používá výhradně v sendvičové konstrukci nože.
Kicker je část za ostřím, která ho chrání před nárazem do rukojeti, proto je „vystrčenější“ než samotné ostří, toto řešení je jenom u U-kanálové konstrukce, protože u sendvičové konstrukce se nemá o co zarážet. Západka (nebo pojistka; anglicky Latch) slouží k zajištění nože v zavřeném stavu, aby se samovolně neotevřel. Tuto funkci (až na výjimky) splňuje i v otevřeném stavu. Je většinou umístěna na nebezpečné rukojeti a její hlavní část zapadá do bezpečné rukojeti, kde je na ní i vyhloubené místo. Na některých nožích lze západku přehodit na druhou rukojeť. Mělo by být nějakým způsobem zamezeno, aby nenarážela při manipulaci s nožem do čepele. Některé nože nejsou západkou vybaveny. Je několik druhů západek:
- Obyčejná (typu T) západka, je pouze jakési téčko, které zapadá do bezpečné rukojeti. Tento druh západky se při manipulaci s nožem plete a někdy i nepříjemně „otlouká“ balisong.
- Pružinová západka je vybavena pružinou, proto se při manipulaci s nožem nijak neplete. Pouhé stlačení rukojetí k sobě západku uvolní. Některé nože (hlavně Spyderco) s tímto druhem západky nelze zajistit v otevřeném stavu.
- Pružinová „typ BM32/51“ západka není přímo vybavena pružinou, ale díky konstrukci střenky a západky se tak chová pouze v zavřeném stavu. Při zavřeném balisongu stačí pouze stlačit rukojeti k sobě a západka se uvolní. To neplatí při otevřeném noži, západka dál drží na svém místě, je potřeba ji odjistit ručně. Konstrukce zabraňuje i tomu, že se při manipulaci západka nedostane mezi čepele. Tento druh západky se poprvé objevil na modelu Benchmade 32. Systém je v USA chráněn patentem.
- Magnetická západka funguje na principu dvou magnetů, každý je umístěn na jedné rukojeti. Nůž s touto západkou nelze jednoduše otevřít jednou rukou.
- Žádná – jsou i balisongy, které nejsou vybaveny západkou.

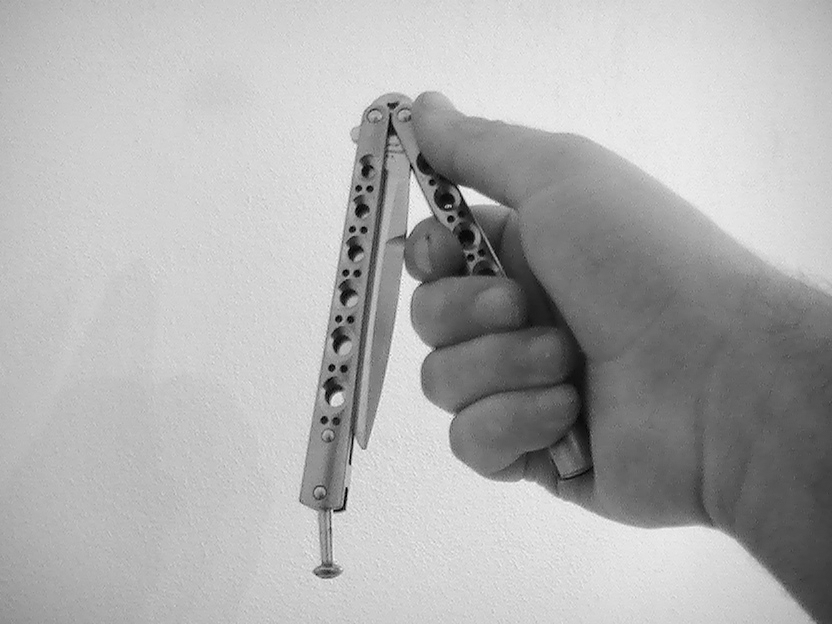
Safe handle (bezpečná rukojeť)
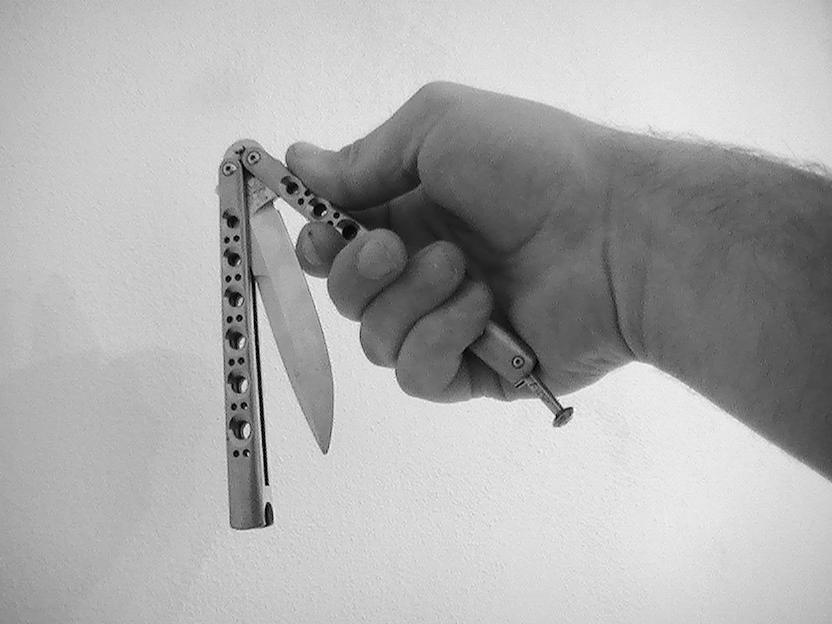
Bite handle (kousavá rukojeť),
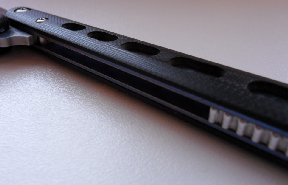
Příložka na rukojeti
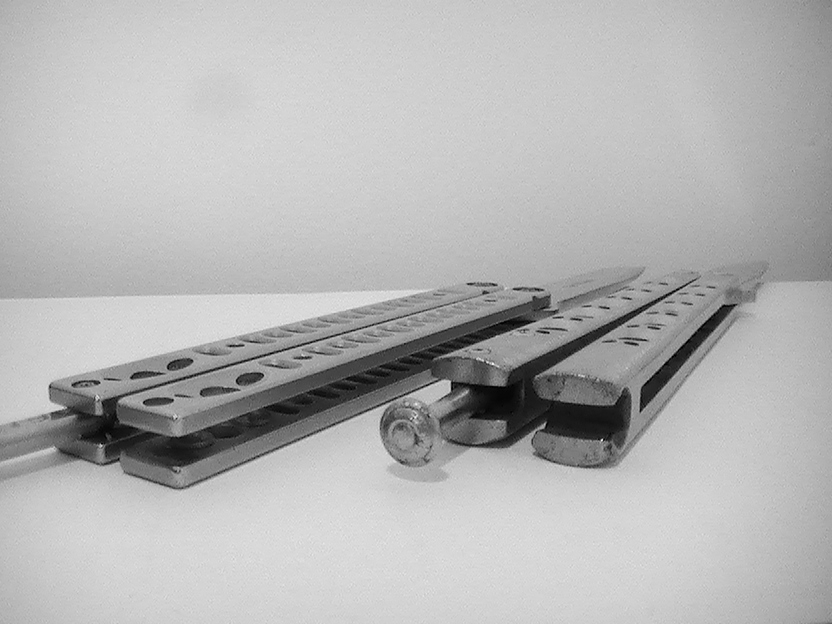
Sendvičové a U-kanálové provedení rukojetí
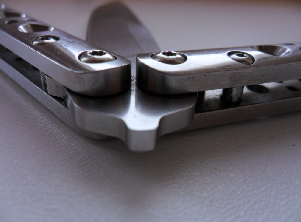
Zen kolík na sendvičovém typu
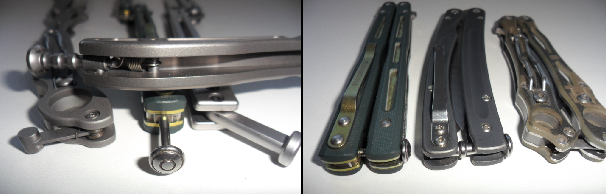
Různé druhy západek (pojistek) a klipsů

## Historie
Nejstarší nůž tohoto typu je francouzský Pied-du-Roy (přeloženo jako „Králova noha“), který je datován před rok 1791. Největší slávu tento nůž zaznamenal na Filipínách. Perfecto de Leon roku 1905 vyrobil pravděpodobně první balisong v této zemi. Nůž začali používat tamní bojovníci a začlenil se tak do filipínských bojových umění. Po druhé světové válce balisong přivezli američtí vojáci i do USA. Nedlouho po válce byl nůž v USA zakázán, začaly ho používat pouliční gangy. Na konci 70. let byl vyroben první produkční balisong v Severní Americe a výroba těchto nožů se rozrostla.

## Původ slova
Existuje mnoho pověstí a mýtů, že různé povrchy a broušení nože nějak vysvětlují význam slova „balisong“. Jedna věc je ale jistá – slovo pochází z Filipín, přesněji z jazyka Tagalog, jednoho z nejčastěji používaných jazyků na Filipínách. V některých tamních jazycích se také nazývá „Bentenuebe“. V západních zemích je nůž nazýván motýlek, nebo nůž typu motýlek (angl. Butterfly Knife). Nejčastěji se uvádí, že slovo „balisong“ znamená „zlomit roh“, „zlom roh“, nebo „lámací“ či dokonce „chrastící roh“. Někdy je dokonce uvedeno, že slovo „balisong“ je jen zeměpisné označení místa.

## Flipování

základní trik Horizontal

Flipováním je zvláštní manipulace s tímto nožem. Jde o tzv. triky, se kterým se dá balisong otevřít nebo zavřít. Triky vznikaly hlavně díky bojovým uměním, nepřítel nevěděl, kde se nachází čepel, a nemohl dobře reagovat na útok. Triky jsou rozdělovány do několika kategorií, podle různých kritérií: podle obtížnosti, podle způsobu úchopu, podle druhu aj. Dnes je flipování považováno za „machrovinku“ a nejtěžší triky už nemají nic společného s bojovým uměním.

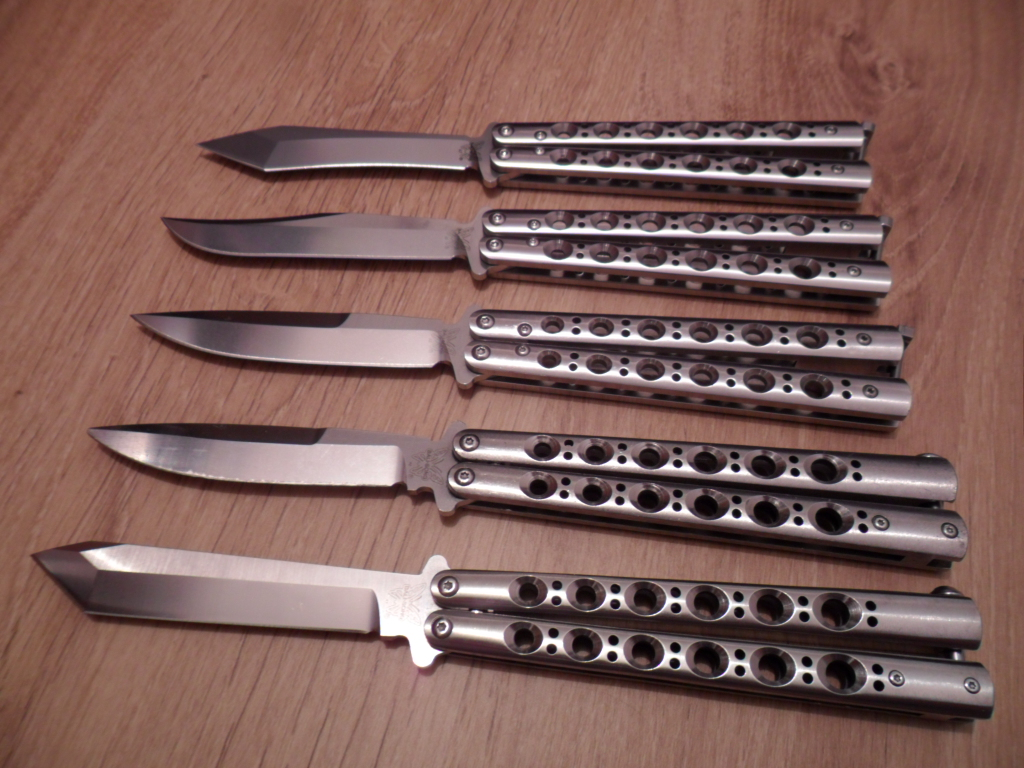
motýlky firmy Benchmade (shora: typ 67, 63, 62, 42, 47)
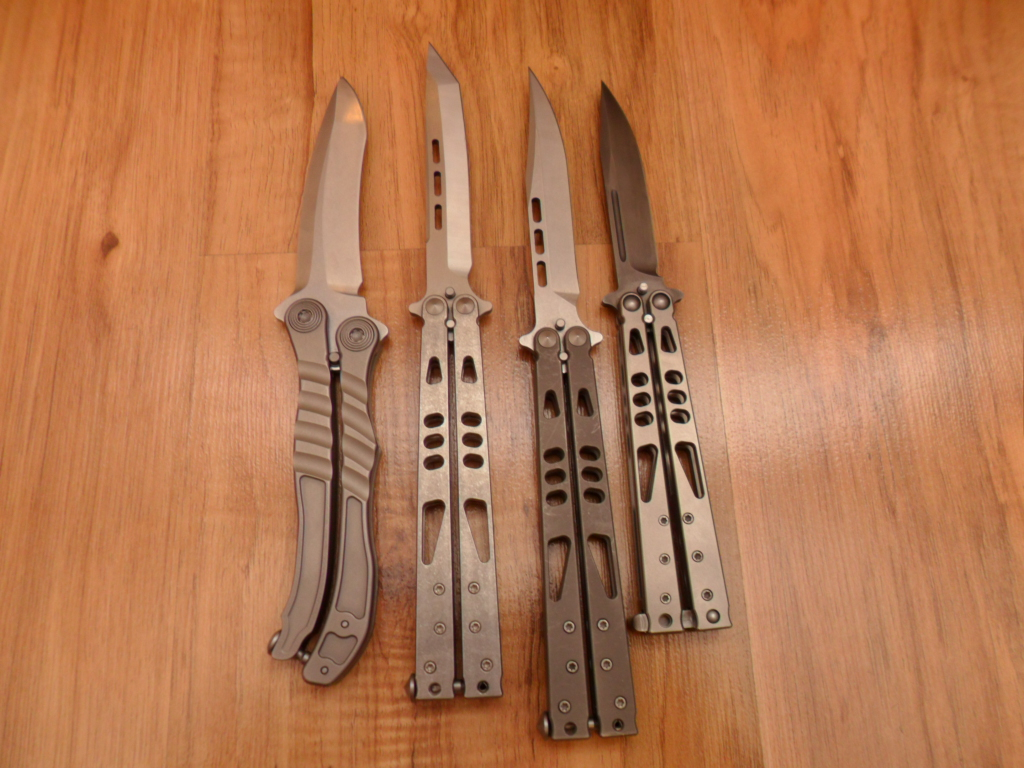
motýlky firmy Microtech (zleva: MetalMark, Tachyon II Tanto, Tachyon II Bowie, Tachyon)
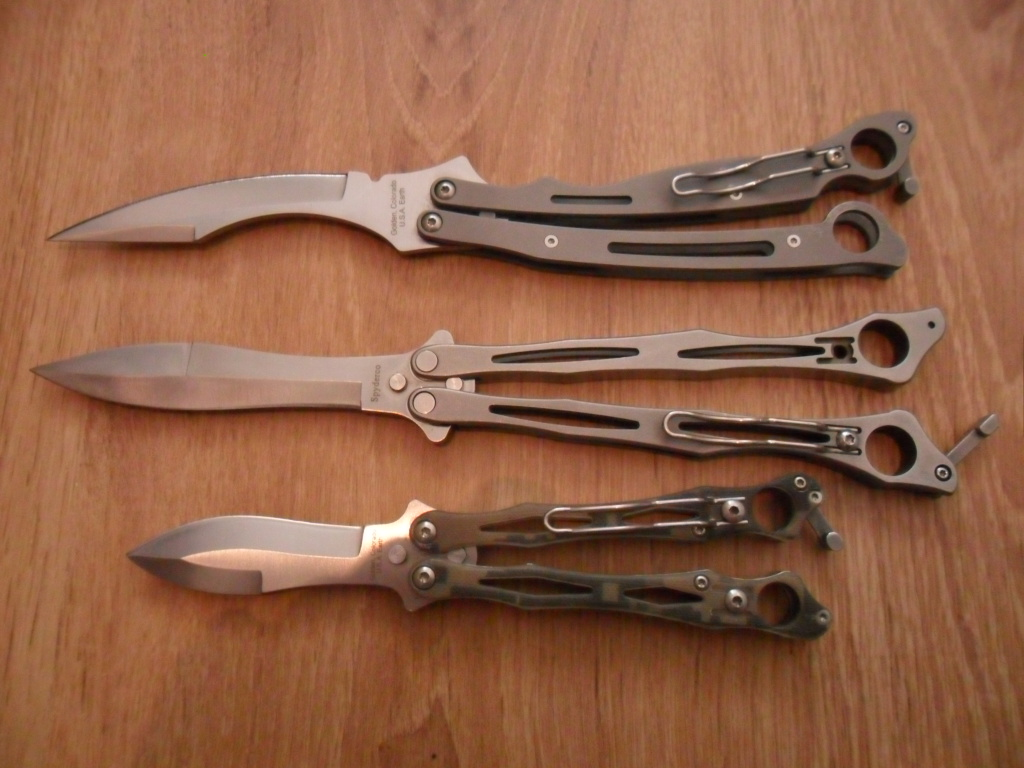
motýlky firmy Spyderco (shora: Szabofly, Spyderfly, Smallfly)
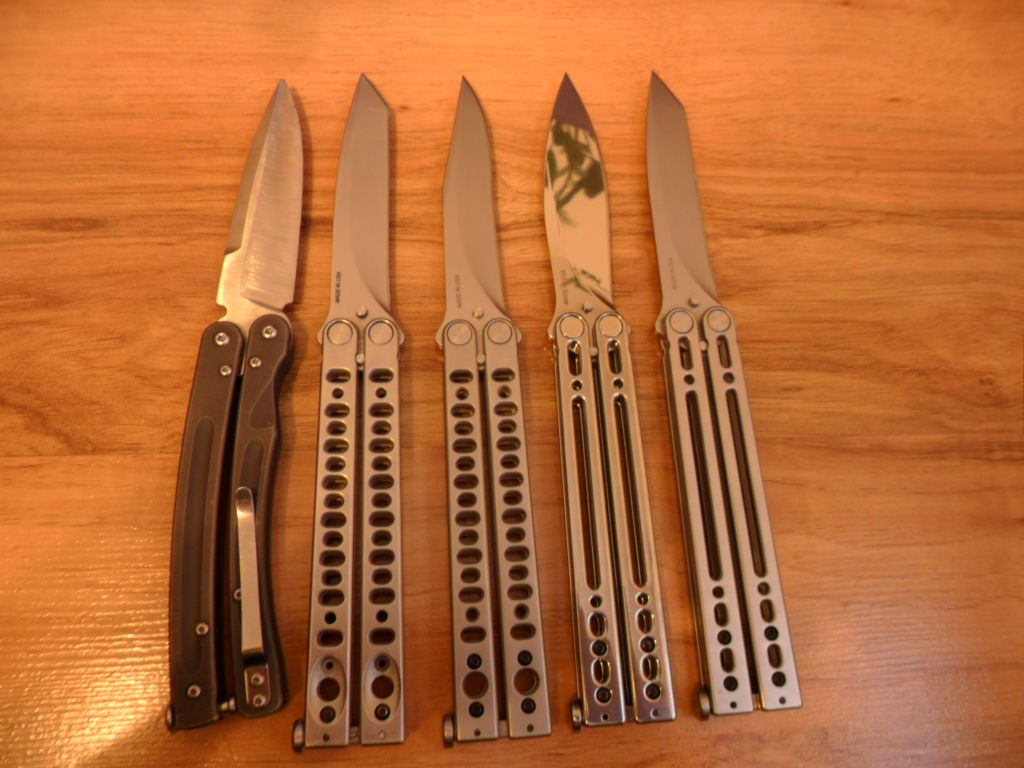
motýlky firmy Bradley (zleva: Mayhem, Kimura III, Kimura IV, Kimura V a Kimura VI)
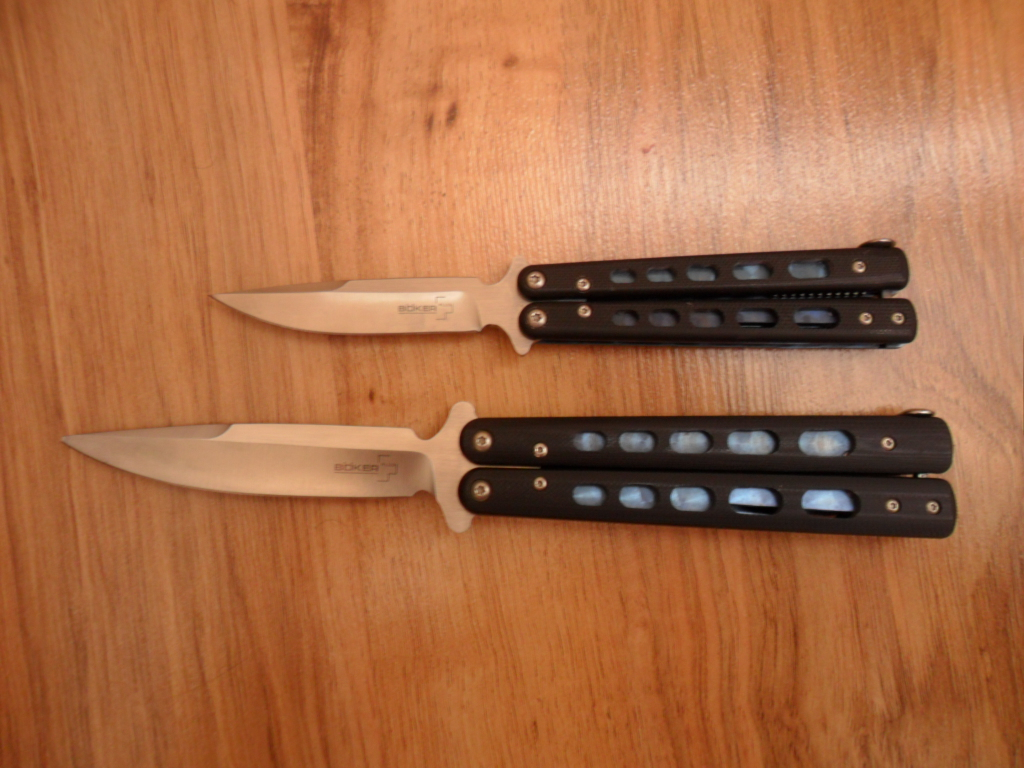
motýlky firmy Böker
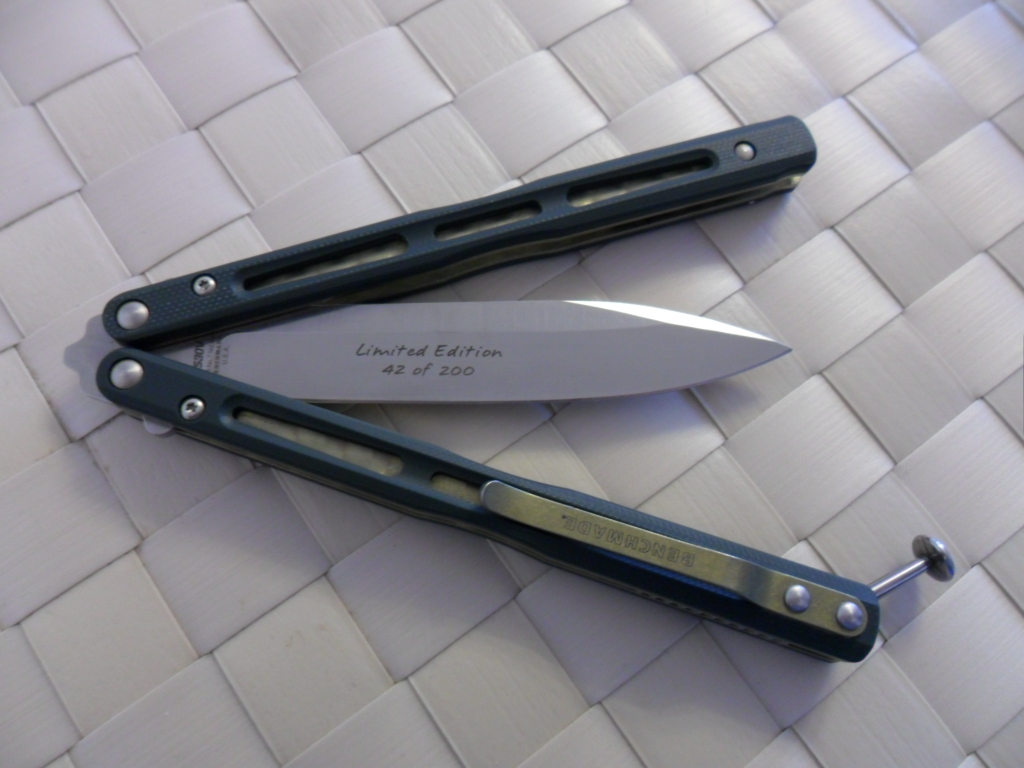
Benchmade 51 Limited Edition
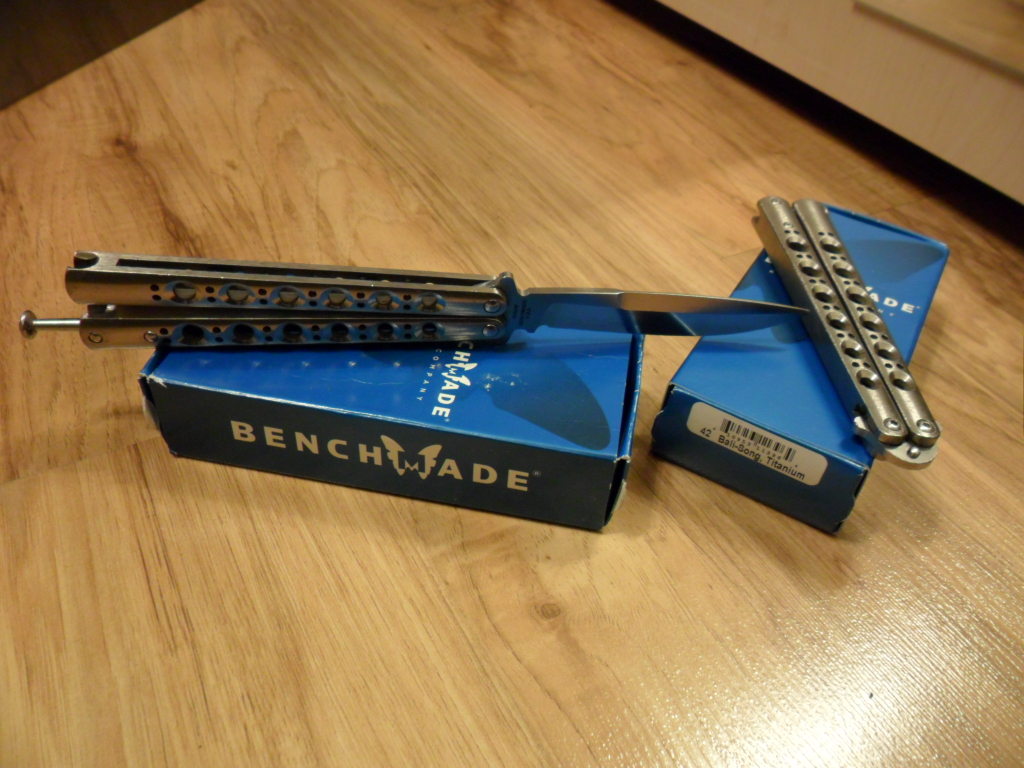
Benchmade 42
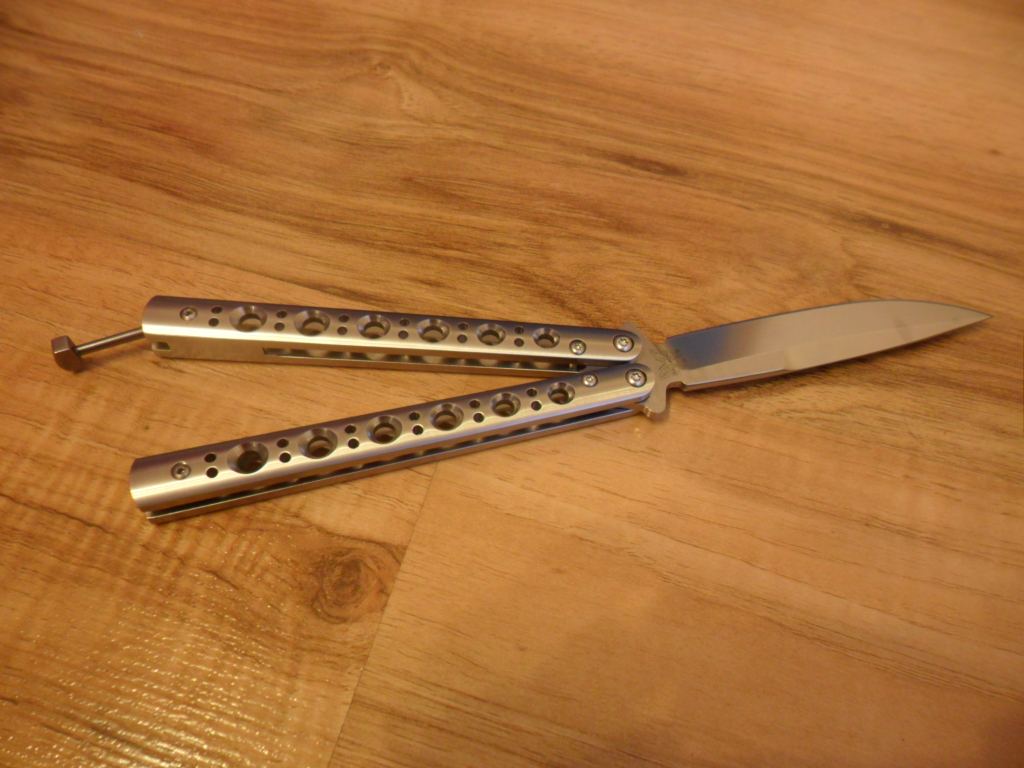
Benchmade 62
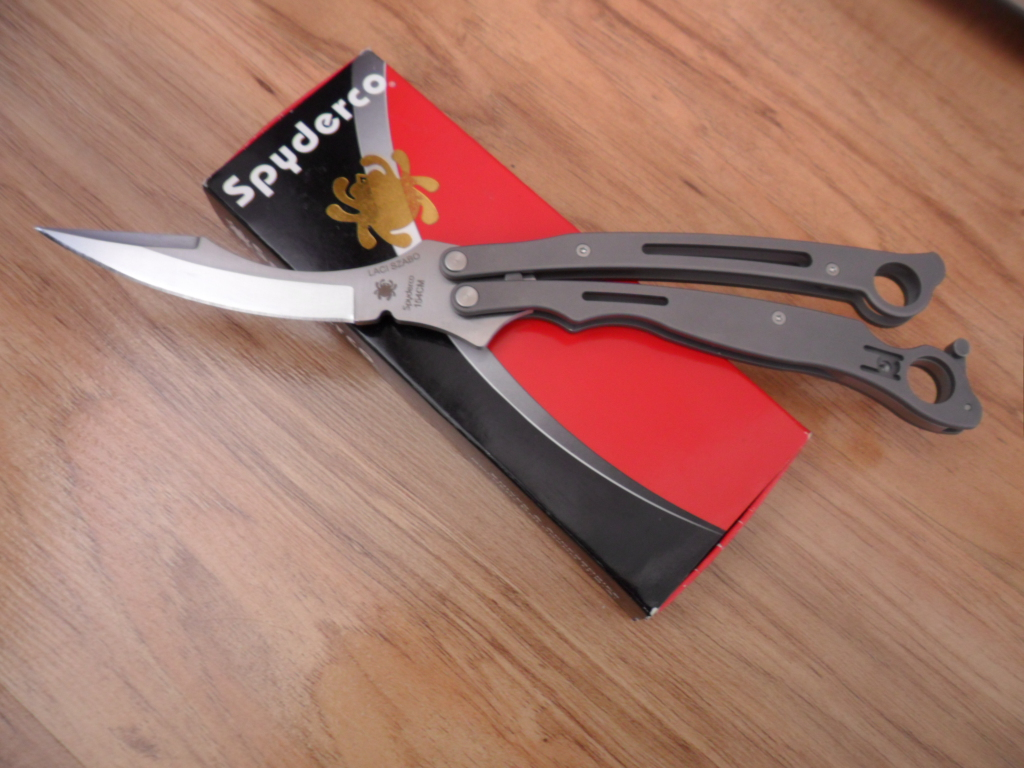
Spyderco Szabofly
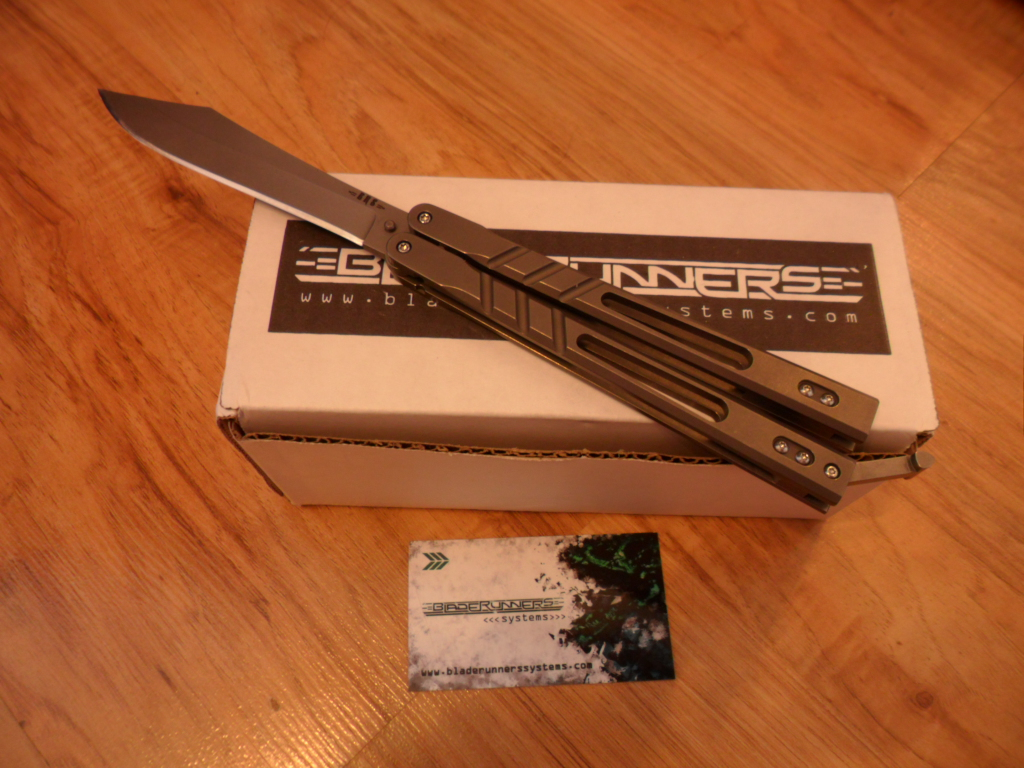
BRS Alpha Beast 2.0
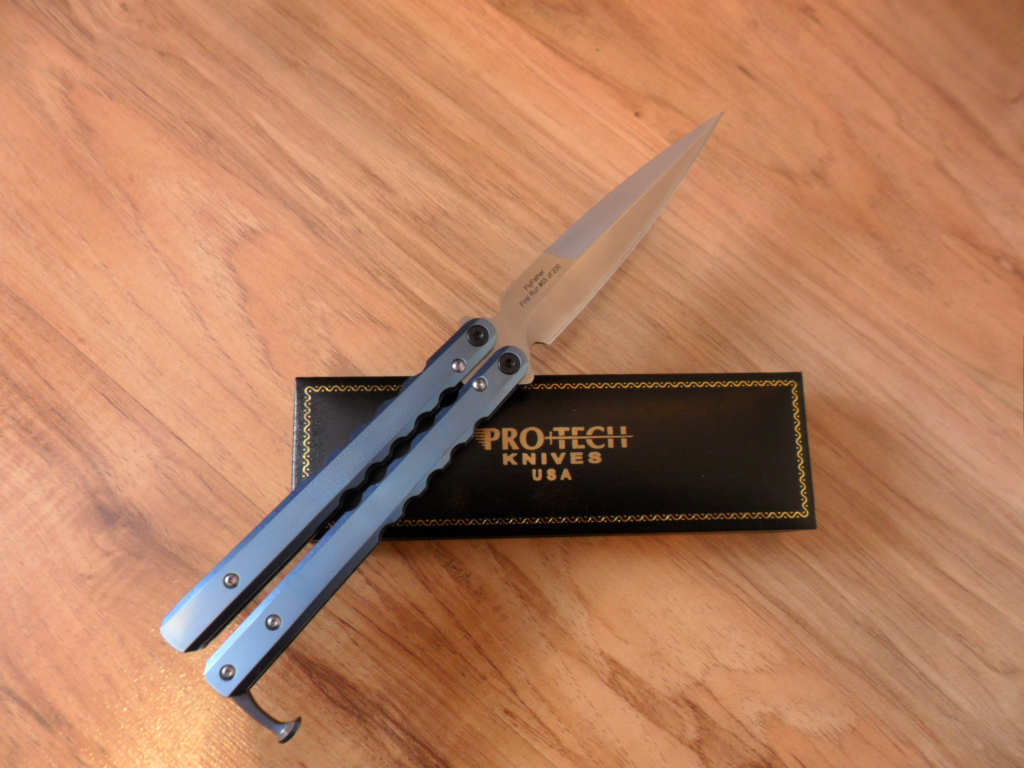
Protech FlyFather
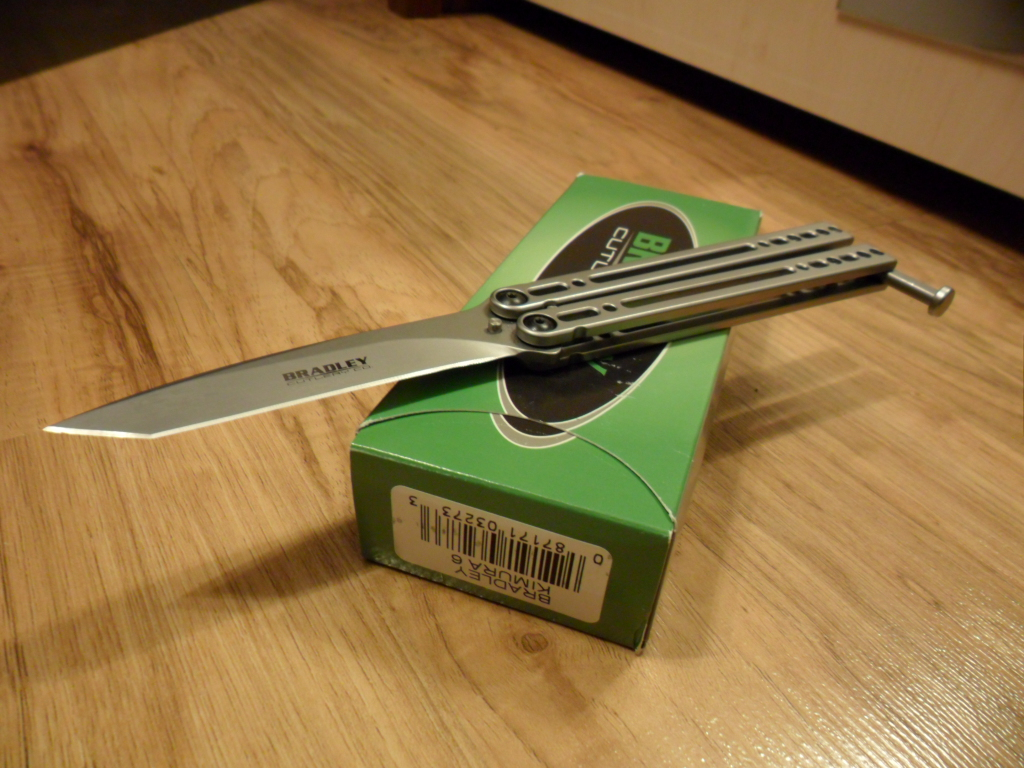
Bradley Kimura VI
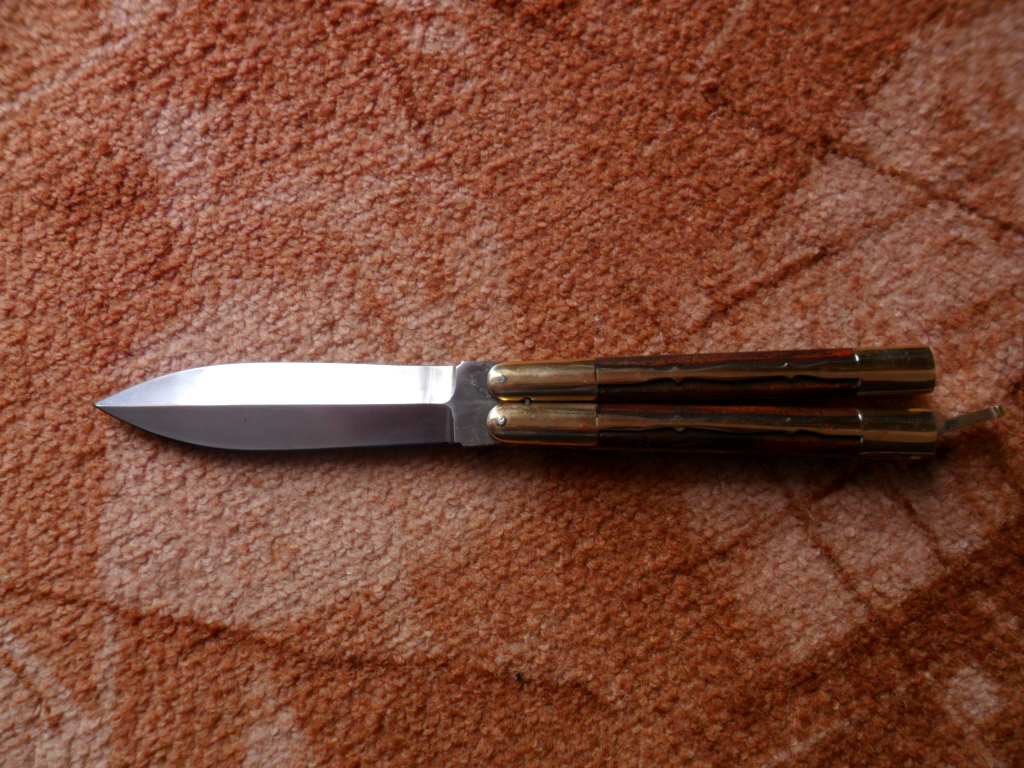
Filipínský balisong